# Fred Haise
Fred Wallace Haise (Biloxi, 14 novembre 1933) è un ex astronauta e aviatore statunitense.

## Studi e carriera
Haise si laureò con Lode in ingegneria aeronautica alla University of Oklahoma nel 1959. Completò i corsi post laurea alla scuola militare per piloti aerospaziali (Aerospace Test Pilot School) alla Edwards Air Force Base nel 1964 della Harvard Business School nel 1972.
Fece anche il corso per pilota della Marina militare americana nel 1954 e servì il suo paese come pilota di caccia militari.
La sua carriera alla NASA iniziò come pilota di "Ricerca Aeronautica" al Lewis Research Center nel 1959. Altri ruoli li ebbe al Dryden Flight Research Center (ancora alla NASA) nel 1963 come pilota, e al Johnson Space Center nel 1966 come astronauta. Fu membro dell'equipaggio di riserva delle missioni lunari Apollo 8, Apollo 11, e Apollo 16. Fece parte, come pilota del Modulo Lunare, della sfortunata missione Apollo 13 nel 1970, che avrebbe dovuto portarlo sulla Luna, ma che fallì per un problema al serbatoio dell'ossigeno. Fu anche selezionato come membro dell'equipaggio nella missione, poi cancellata, dell'Apollo 18. Successivamente prese parte, come Comandante, a cinque voli dello Space Shuttle Enterprise nel 1977 nell'ambito del Approach and Landing Test Program.
Il 18 aprile 1970 il presidente degli Stati Uniti Richard Nixon gli ha consegnato una prestigiosa onorificenza: la Medaglia presidenziale della libertà.
Nel 1995 Haise fu interpretato da Bill Paxton nel film Apollo 13, che rievoca minuziosamente tutte le fasi della sfortunata missione.